# Weiner Samu
Weiner Sámuel (Budapest, 1874. április 1. – Budapest, 1944. december 14.) magyar vezérigazgató, malomipari szakértő. Tőzsdetanácsos és több malomipari vállalat igazgatósági tagja, Weiner Tibor építész, egyetemi tanár apja.

## Életpályája
Weiner Salamon és Rechnitz Fanni gyermekeként született. Tanulmányait Budapesten végezte. Az iskolát követően gabonakereskedelmi vállalatoknál dolgozott tisztviselőként. 1895-ben került a Hungária Egyesült Gőzmalmi Rt.-hoz, melynek 1922-ben igazgatója lett. 1924–1941 között a vállalat vezérigazgatója volt. 1944 végén a nyilasterror áldozata lett.
Sírja a Kozma utcai izraelita temetőben található (3C-1-9).

## Családja
Felesége Hirschfeld Olga (1879–1918) volt, Hirschfeld Samu és Fischer Mária lánya, akit 1902. november 11-én Budapesten, a Terézvárosban vett nőül.
Gyermekei
- Weiner Eugénia (1903–?). Férje Sellei (Schlesinger) Dezső (1892–?) nagykereskedő
- Weiner Erzsébet (1905–?) Férje Landauer Péter Miksa Ignác (1902–?) gyárigazgató.
- Weiner Tibor (1906–1965) építész, egyetemi tanár.

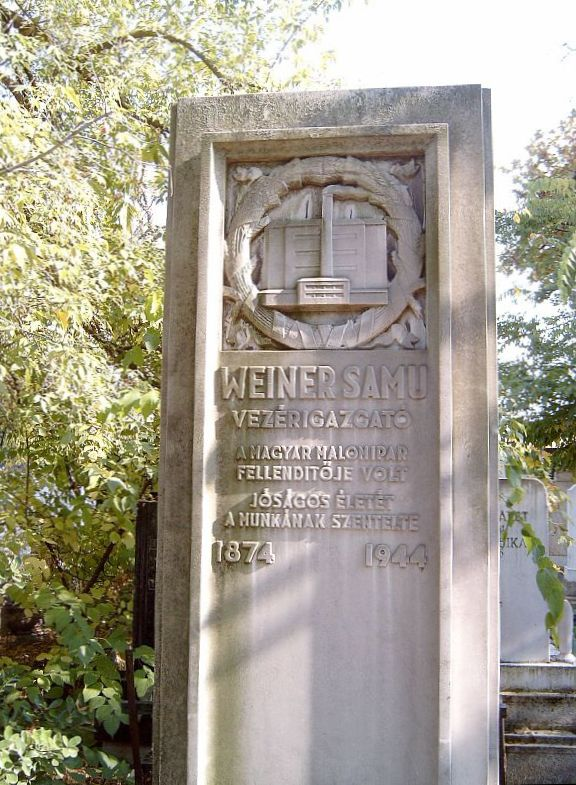
Weiner Samu vezérigazgató, malomipari szakértő sírja Budapesten. Kozma utcai izraelita temető: 3C-1-9.